# Kościół Wniebowzięcia Najświętszej Maryi Panny w Bestwinie
Kościół Wniebowzięcia Najświętszej Maryi Panny – rzymskokatolicki kościół parafialny należący do parafii pod tym samym wezwaniem (dekanat Wilamowice diecezji bielsko-żywieckiej)
Jest to budowla murowana, wybudowana w 1577 roku, następnie została przebudowana w latach 1748-64. Świątynia posiada jedną nawę, nakrywa ją drewniany strop, od zachodu znajduje się wieża. Wyposażenie świątyni reprezentuje głównie style: barokowy i rokokowy, w prezbiterium jest umieszczony nagrobek Stanisława Myszkowskiego i jego małżonki, pochodzący z 4. ćwierci XVI wieku. Ponad sklepieniem nawy można zobaczyć ślady malowideł w kształcie belkowania.

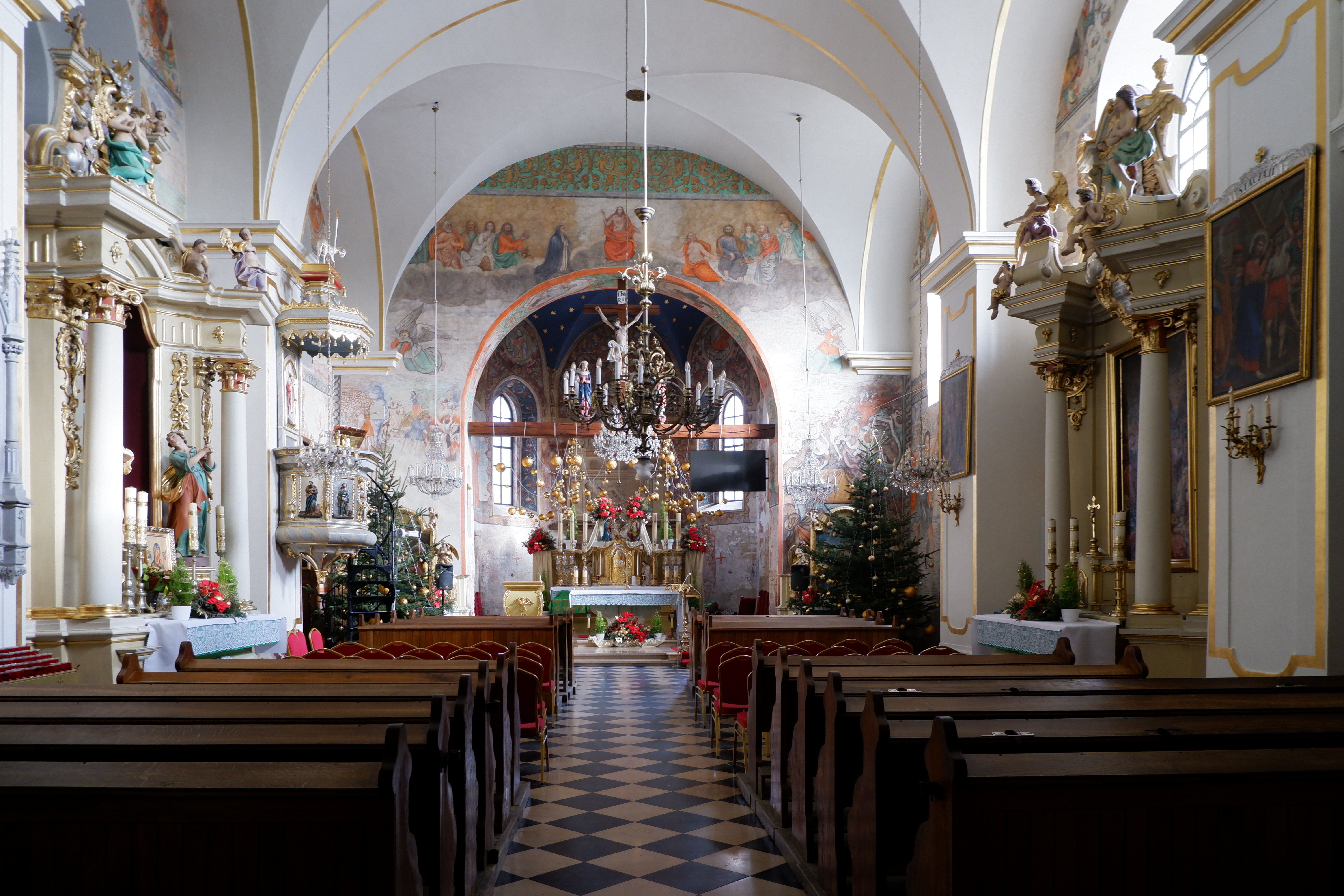
Wnętrze świątyni

W 2014 przeprowadzono remont elewacji kościoła z przywróceniem okien późnogotyckich w prezbiterium. Konserwacji poddano wówczas kamienny krzyż na cmentarzu, rokokowy ołtarz główny oraz renesansowy nagrobek Stanisława Myszkowskiego i jego małżonki, Jadwigi z Tęczyńskich (koniec XVI wieku).